# 馬度沙林
馬度沙林·法蘭西連奴·達施華（葡萄牙語：Matuzalém Francelino da Silva，1980年6月10日—），出生於巴西拿度，巴西足球員，司職進攻中場。現效力拉素，以傳球和體能為名。

## 外部連結
- （葡萄牙文） CBF[永久]
- （葡萄牙文） Sambafoot.com 資料
- （西班牙文） []